# Désert de Bayouda
Le désert de Bayouda est situé au nord de Khartoum au Soudan, à l'ouest de Kadabas, au sud du désert de Nubie. À eux deux ils forment la partie est du Sahara.
Le désert de Bayouda, qui se situe dans la boucle du Nil entre les 4e et 6e cataractes, se caractérise par sa roche basaltique noire issue d’anciens volcans. Une étude de photo géologique du Gebel Abu Nahl dans le désert de Bayouda a révélé qu'il s'agissait d'un cratère datant de la période pré-cambrienne, plus grand que tous les cratères connus à ce jour dans le nord du Soudan.
Deux principaux oueds traversent le désert avant de rejoindre le Nil, le Wadi Muqaddam qui coule du sud au nord et Wadi Abu Dom qui prend sa source au centre du désert et s'écoule de l'est à l'ouest.

## Historique
On sait qu'au sud de l'Égypte des pharaons, en amont de la deuxième cataracte, s'étendait, entre -2500 et -1500 environ, un État prospère dont les princes se sont progressivement rassemblés autour de celui de Kerma. La frontière méridionale en demeure encore inconnue : les prospections archéologiques récentes ont montré qu'il comprenait le Gebel Barkal et peut-être Kourgous, – la frontière égyptienne des Thoutmôsis – et peut-être même au-delà, par les routes vers l'Afrique, en suivant les pistes qui sont désignées aujourd'hui par l'expression Darb el-Arba'in, « la route des quarante jours ».
C'est par une de ces pistes à travers le désert que le roi méroïtique Nastasen (-320/-310) a marché de sa ville royale de Shendi Bagrawiya près de Karima (en), pour être couronné au temple d'Amon sur la montagne du Gebel Barkal, comme cela a été enregistré sur un tableau trouvé dans le temple. Considérée comme l'une des plus anciennes routes reliant la côte de la mer Rouge vers l'intérieur du Soudan, elle était utilisée par les anciens pharaons, pour transporter des marchandises en provenance d'Afrique jusqu'à la côte. Elle était célèbre durant les époques méroïtique et chrétienne.

## Archéologie
Les deux principaux oueds ont fait l'objet de recherches archéologiques, le Wadi Abu Dom par l'université de Münster et le Wadi Muqaddam par une équipe dirigée par Michael Mallinson. Ces deux oueds ont probablement servi d'itinéraires commerciaux et de route de migration depuis la préhistoire.

## Situation actuelle
On peut croiser dans le désert quelques gazelles dorcas et les troupeaux de chameaux et d’ânes des nomades Bisharin.
Au nord Soudan, sur le Nil, à la quatrième cataracte, le gouvernement a commencé en 2003 la construction du Barrage de Merowe, décidant de déplacer vers les déserts de Bayouda et de Nubie plus de 70 000 fermiers qui vivaient le long du Nil. Les habitants ont refusé d'être réinstallés à Bayouda et allèguent que les autorités locales du barrage ont déjà, en fait, vendu leurs terres à des investisseurs arabes.